# Градски (стадион, Нови Пазар)
Городской стадион Нови-Пазар (серб. Gradski stadion Novi Pazar).

## История
Городской стадион Нови-Пазара начал реконструироваться в 2011 году (до реконструкции вмещал 9200). Стоимость проекта, как сообщается, составила около 2 миллионов евро. Стадион был открыт для публики после реконструкции 12 апреля 2012 года. Стадион начал полностью реконструироваться в первой половине 2011 года в рамках амбициозного проекта Футбольного союза Сербии и города Нови-Пазар. Проект включает реновацию восточной, западной и северной трибун. По окончании реконструкции вместимость стадиона была увеличена до 16 000 зрителей. Проект включает также покрытие всего стадиона, новые прожекторы, новые раздевалки и пресс-центр, новую машину скорой помощи, стоянку, кассу. Ожидается, что после реконструкции стадион будет соответствовать самым современным стандартам УЕФА.